# Коберцы (Чеглаковское сельское поселение)
Коберцы — опустевшая деревня в Нагорском районе Кировской области в составе Чеглаковского сельского поселения.

## География
Находится на расстоянии примерно 22 километра по прямой на запад-юго-запад от районного центра поселка Нагорск.

## История
Упоминается с 1891 года. В 1905 году дворов 3 и жителей 29, в 1926 6 и 43, в 1950 9 и 28. в 1989 году учтено 7 жителей .

## Население
Постоянное население  составляло 3 человека (русские 100%) в 2002 году, 0 в 2010.